# ASH1L
ASH1L（亦称为huASH1、ASH1、ASH1L1、ASH1-like或KMT2H）是一个由位于1号染色体长臂22带的ASH1L基因所编码的组蛋白-赖氨酸N-甲基转移酶。ASH1L是果蝇属Ash1（英語：absent, small, or homeotic discs 1）基因的人类同源物。

## 基因
最初发现Ash1是导致果蝇成虫盘突变表型的基因。Ash1属于三胸家族（trxG）蛋白的成员之一，三胸家族是一群涉及到调控同源异形基因表达和体节特性的转录激活蛋白。果蝇属Ash1与其它三胸家族蛋白一起调控超二胸的表达。
人类ASH1L基因在1号染色体长臂22带中横跨一段22.75万对碱基。该区域常常在白血病、非霍奇金淋巴瘤及一些实体瘤等的多种人类肿瘤中发生重排。在多个组织中该基因转录成一个约1.05万个碱基长的mRNA转录物，尤其在脑、肾和心脏中表达量最高。

## 结构
人类ASH1L蛋白质有2969个氨基酸长，分子量达333千道。ASH1L具有这些结构域：AWS结构域（英語：associated with SET domain）、SET结构域、后SET结构域、布罗莫结构域、布罗莫相邻同源结构域和植物同源异形域指。SET和PHD指这两个结构域在人类与果蝇属之间相似性分别为66%和77%但果蝇属的Ash1中却不含布罗莫结构域。
该蛋白中的SET结构域负责产生组蛋白甲基转移酶（HMTase）活性。其它含有SET结构域的蛋白质中，SET结构域往往位于C端，而ASH1L中的SET结构域却位于蛋白质的中间。人类ASH1L催化结构域（包括AWS、SET和后SET结构域）的晶体结构分别率达2.9埃。该结构显示底物结合口袋被后SET结构域伸出一个环堵住，由于该环若发生突变会激活ASH1L的HMTase活性，因此认为该环执行着调控作用。

## 功能
ASH1L位于细胞的核内斑和紧密连接处，目前猜测紧密连接在黏着介导的信号传导中是有功能性的。ChIP分析证明了ASH1L与一些转录活跃的基因的5'-转录区域。ASH1L在染色质上的占据情况与TrxG相关的H3K4-组蛋白甲基转移酶MLL1的占据情况是相似的，然而ASH1L与染色质的联系也可以独立于MLL1之外。ASH1L除了结合到管家基因的5'-转录区域植物，还分布在整个同源异形基因的整个转录区域上。ASH1L是HOXA6和HOXA10这两个基因以全速表达和H3K4甲基化所必须的
在海拉细胞中构建同源异形基因启动子区的报告基因，结果显示只有同时存在MLL1和ASH1L才能激活报告基因的表达，而单独存在MLL1或ASH1L则不足以激活转录。有趣的是，激活同源异形基因不仅不需要ASH1L的甲基转移酶活性参与，取而代之的是ASH1L对同源异形基因的表达有抑制作用。在K562细胞中敲低ASH1L会上调ε-珠蛋白基因的表达但下调髓单核细胞标记物GPⅡb和GPⅢa的表达，在世系阴性的定向造血干细胞中敲低ASH1L扰乱从髓单核细胞转向淋巴样或红细胞样式系的分化过程。这些结果意味着ASH1L与MLL1一样会促进造血干细胞向髓单核细胞的分化。
在体情况下ASH1L的组蛋白甲基转移酶的活性靶点是有些许争议的话题。布洛贝尔的团队通过体外实验发现ASH1L对H3K4进行甲基化而且ASH1L在转录基因上的分布与H3K4水平相类似。相反，另两个团队发现ASH1L的组蛋白甲基转移酶活性是靶向H3K36的并以核小体作为底物。

## 疾病中的作用
ASH1L与面肩肱型肌营养不良症（FSHD）关系密切，这是一种令患者面部、上臂和肩部肌肉渐进性肌肉消瘦的常染色体显性肌病。在分子水平上FSHD与4号染色体长臂35带（4q35）中D4Z4序列的重复数较正常低有关。FSHD患者中D4Z4拷贝数降低，导致多梳家族抑制因子与D4Z4基因的结合能力不足，这使位于D4Z4重复序列之间的一段序列得以转录出一条名为DBE-T长链非编码RNA。DBE-T将ASH1L招募到FSHD基因座上，导致该基因座发生H3K36二甲基化、染色质重塑并消除4q35基因的抑制状态。

## 深入阅读
- Nagase T, Kikuno R, Ishikawa KI;  et al. . DNA Res. 2000, 7 (1): 65–73. PMID 10718198. doi:10.1093/dnares/7.1.65.
- Brandenberger R, Wei H, Zhang S;  et al. . Nat. Biotechnol. 2005, 22 (6): 707–16. PMID 15146197. doi:10.1038/nbt971.
- Colland F, Jacq X, Trouplin V;  et al. . Genome Res. 2004, 14 (7): 1324–32. PMC 442148 . PMID 15231748. doi:10.1101/gr.2334104.
- Kimura K, Wakamatsu A, Suzuki Y;  et al. . Genome Res. 2006, 16 (1): 55–65. PMC 1356129 . PMID 16344560. doi:10.1101/gr.4039406.
- Gregory SG, Barlow KF, McLay KE;  et al. . Nature. 2006, 441 (7091): 315–21. PMID 16710414. doi:10.1038/nature04727.
- Vasilescu J, Zweitzig DR, Denis NJ;  et al. . J. Proteome Res. 2007, 6 (1): 298–305. PMID 17203973. doi:10.1021/pr060438j.
- Gregory GD, Vakoc CR, Rozovskaia T;  et al. . Mol. Cell. Biol. 2007, 27 (24): 8466–79. PMC 2169421 . PMID 17923682. doi:10.1128/MCB.00993-07.